# Andrena falcinella
Andrena falcinella är en biart som beskrevs av Warncke 1969. Andrena falcinella ingår i släktet sandbin, och familjen grävbin. Inga underarter finns listade i Catalogue of Life.